# Amarillo Challenger 1999
L'Amarillo Challenger 1999 è stato un torneo di tennis facente parte della categoria ATP Challenger Series nell'ambito dell'ATP Challenger Series 1999. Il montepremi del torneo era di $100 000 ed esso si è svolto nella settimana tra il 1º febbraio e il 7 febbraio 1999 su campi indoor in cemento. Il torneo si è giocato nella città di Amarillo negli Stati Uniti.

## Vincitori

### Singolare
Gabriel Trifu ha sconfitto in finale  Brian MacPhie con il punteggio di 5–7, 6–4, 6–2.

### Doppio
Mike Bryan /  Bob Bryan hanno sconfitto in finale  Grant Doyle /  Andrew Painter con il punteggio di 6–4, 6–2.